# Distrikt Julcamarca
Der Distrikt Julcamarca liegt in der Provinz Angaraes in der Region Huancavelica im südwestlichen Zentral-Peru. Der Distrikt entstand in den Gründungsjahren der Republik Peru. Er besitzt eine Fläche von 51,2 km². Beim Zensus 2017 wurden 1800 Einwohner gezählt. Im Jahr 1993 lag die Einwohnerzahl bei 1317, im Jahr 2007 bei 1658. Sitz der Distriktverwaltung ist die 3418 m hoch gelegene Ortschaft Julcamarca mit 1126 Einwohnern (Stand 2017). Julcamarca liegt 30 km östlich der Provinzhauptstadt Lircay.

## Geographische Lage
Der Distrikt Julcamarca liegt im ariden Andenhochland im Nordosten der Provinz Angaraes. Der Río Huarancayoc, rechter Nebenfluss des Río Urubamba, begrenzt den Distrikt im Westen. Im Norden reicht der Distrikt bis an das Südufer des nach Osten strömenden Río Urubamba hin. An der östlichen Distriktgrenze fließt der Río Cachi in Richtung Nordosten.
Der Distrikt Julcamarca grenzt im Süden an den Distrikt San Antonio de Antaparco, im Südwesten an den Distrikt Secclla, im Westen an den Distrikt Congalla, im äußersten Norden an den Distrikt Marcas (Provinz Acobamba), im Nordosten an den Distrikt Chincho sowie im Osten an den Distrikt Santiago de Pischa (Provinz Huamanga).